# Posterstein
Posterstein is een gemeente in de Duitse deelstaat Thüringen, en maakt deel uit van de Landkreis Altenburger Land.
Posterstein telt 461 inwoners. In de gemeente Posterstein bevindt zich een hoogteburcht uit de twaalfde eeuw: Burcht Posterstein.

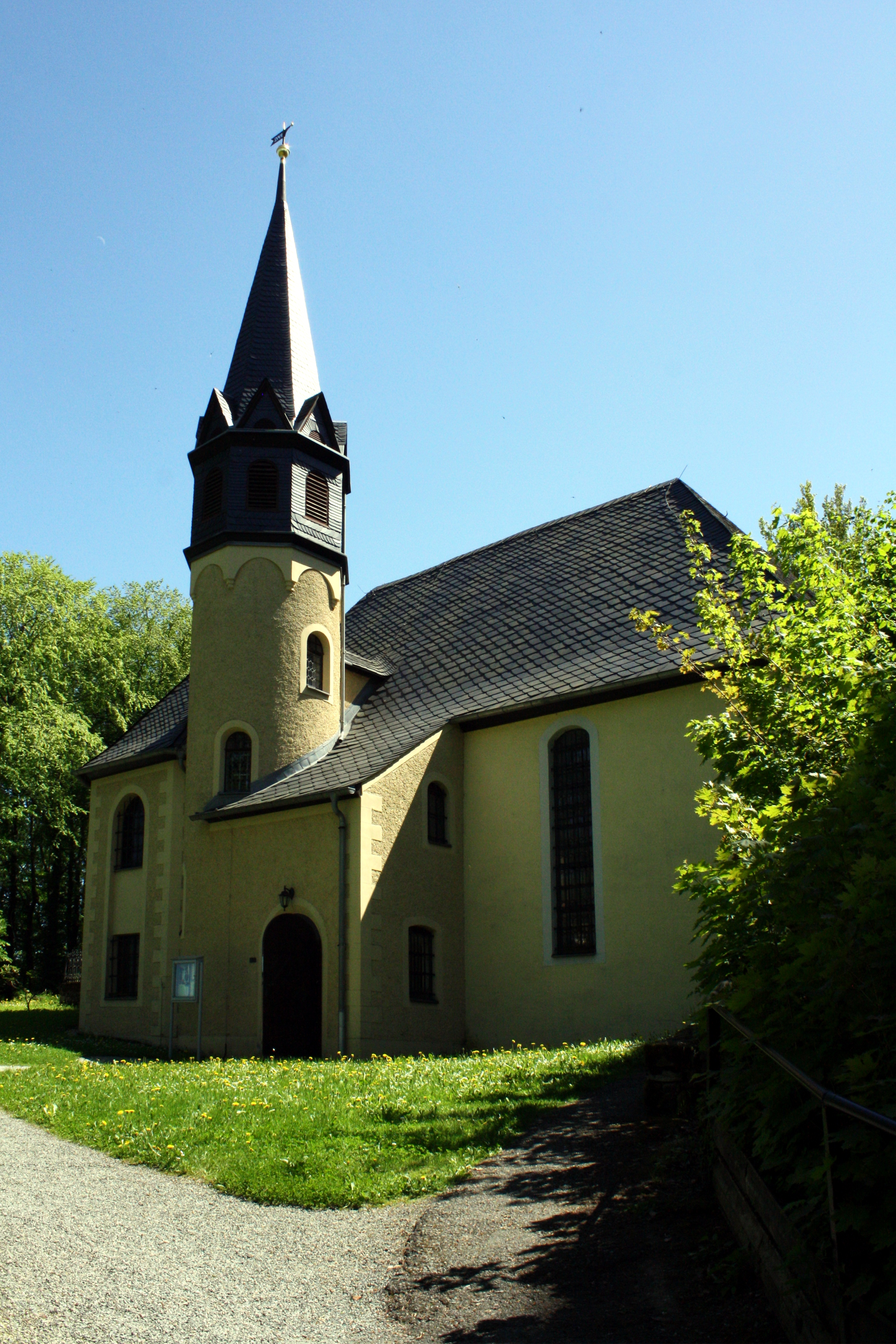
Burchtkerk van Posterstein